# لوك مورلي
لوك مورلي (بالإنجليزية: Luke Morley)‏ هو منتج أسطوانات وكاتب أغاني وملحن وعازف قيثارة بريطاني، ولد في 19 يونيو 1960.

## وصلات خارجية
- لوك مورلي على موقع IMDb (الإنجليزية)
- لوك مورلي على موقع ميوزك برينز (الإنجليزية)
- لوك مورلي على موقع ديسكوغز (الإنجليزية)